# Galium glaucum
Galium glaucum é uma espécie de planta com flor pertencente à família Rubiaceae. 
A autoridade científica da espécie é L., tendo sido publicada em Sp. Pl. 1: 107. 1753.
O seu nome comum é solda-branca.

## Portugal
Trata-se de uma espécie presente no território português, nomeadamente os seguintes táxones infraespecíficos:
- Galium glaucum subsp. australe - presente em Portugal Continental. Em termos de naturalidade é endémica da Península Ibérica. Não se encontra protegida por legislação portuguesa ou da Comunidade Europeia.